# Nir Levine
Nir Levine, in ebraico ניר לוין‎? (Rehovot, 4 marzo 1962), è un allenatore di calcio, dirigente sportivo ed ex calciatore israeliano, di ruolo attaccante, commissario tecnico della nazionale Under-21 israeliana.

## Palmarès

### Giocatore

#### Club
- Coppa Toto: 2

Hapoel Petah Tiqwa: 1985-1986, 1990-1991
- Coppa di Israele: 1

Hapoel Petah Tiqwa: 1991-1992

#### Individuale
- Capocannoniere del campionato israeliano: 1

1990-1991 (20 reti)

### Allenatore
- Coppa di Israele: 3

Maccabi Tel Aviv: 2000-2001, 2001-2002
Hapoel Tel Aviv: 2006-2007